# 牛栏山站
牛栏山站是一个京承铁路上的铁路车站，位于北京市顺义区牛栏山地区，建于1961年，目前为四等站，邮政编码为101301。目前客运：办理旅客乘降；行李、包裹托运；货运：办理整车、零担货物发到。